# Rhodobryum megalostegium
Rhodobryum megalostegium là một loài Rêu trong họ Bryaceae. Loài này được (Sull.) Paris miêu tả khoa học đầu tiên năm 1898.